# Algerijnse rombout
De Algerijnse rombout (Gomphus lucasii) is een echte libel uit de familie van de rombouten (Gomphidae). De wetenschappelijke naam van de soort werd in 1849 gepubliceerd door Edmond de Selys Longchamps. De Nederlandstalige naam is ontleend aan Libellen van Europa.

## Status
De soort staat op de Rode Lijst van de IUCN als kwetsbaar, beoordelingsjaar 2007, de trend van de populatie is volgens de IUCN dalend.